# دروگر علوفه
یک دروگر علوفه (همچنین دروگر سیلاژ یا چاپر نیز خوانده می‌شود) یک ماشین کشاورزی است که گیاهان علوفه‌ای را برای ساخت سیلاژ برداشت می‌کند. سیلاژ، از گندمیان، ذرت یا هر گیاه دیگری است که به قطعات کوچک تقسیم شده و در یک سیلو یا کیسه های سیلاژ فشرده شده‌است. سپس سیلوها برای تهیه خوراک دام مورد تخمیر قرار می‌گیرند. هِیلاژ فرایند مشابهی برای سیلو است اما با استفاده از گندمیان که خشک شده باشد. 

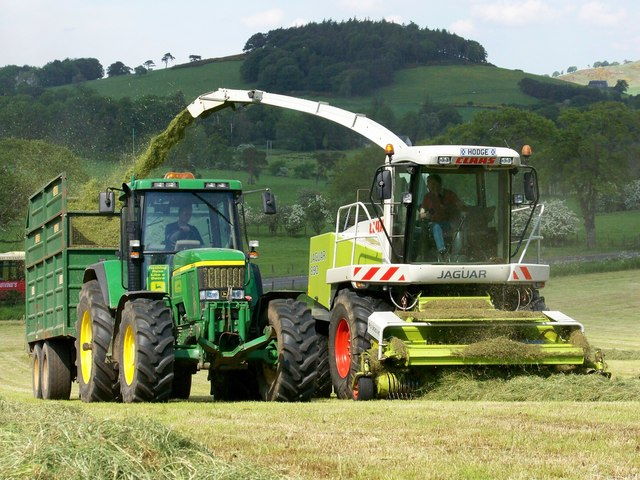
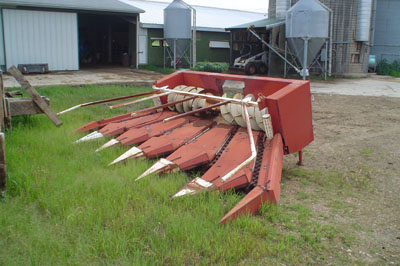
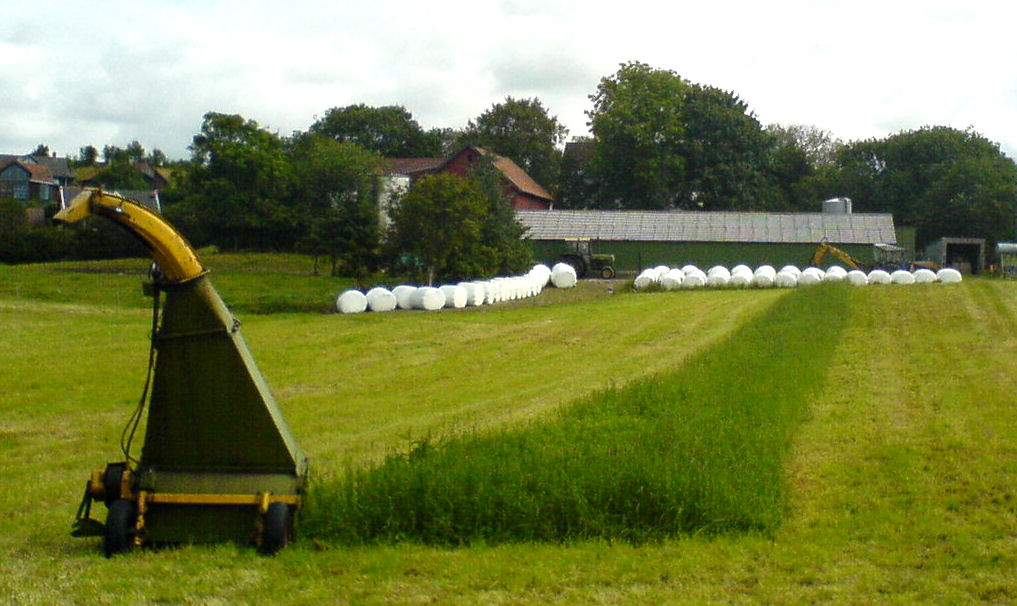
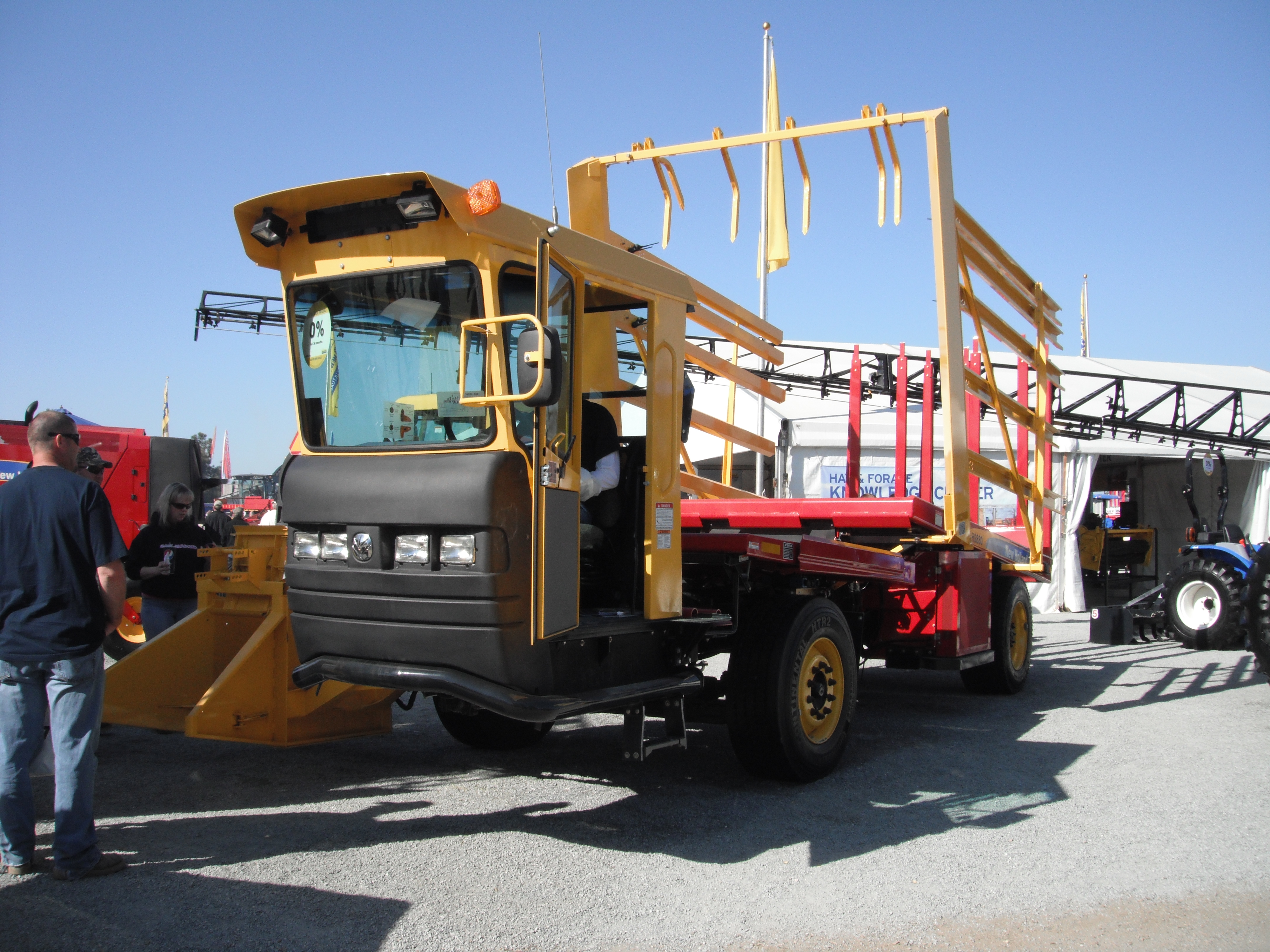
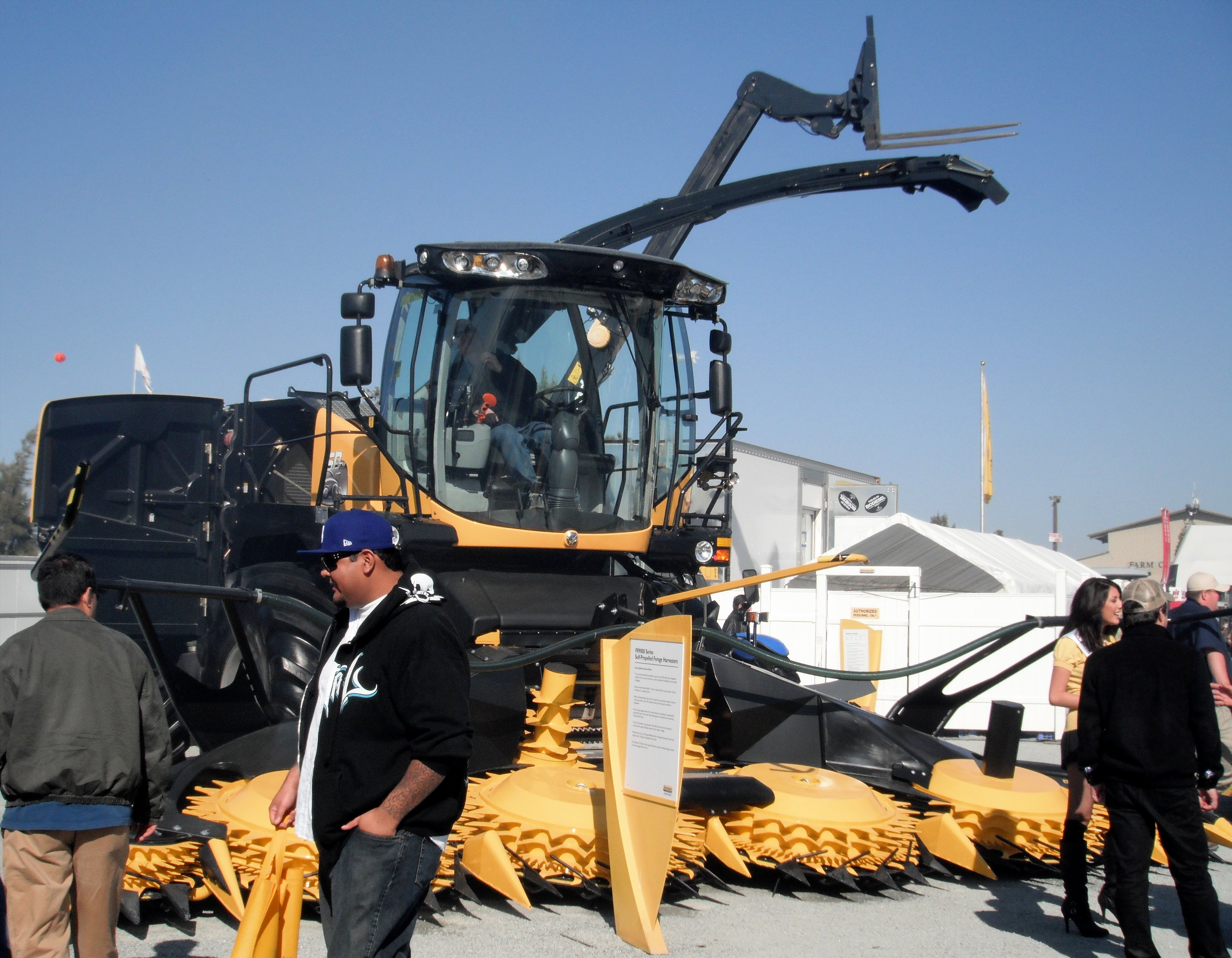
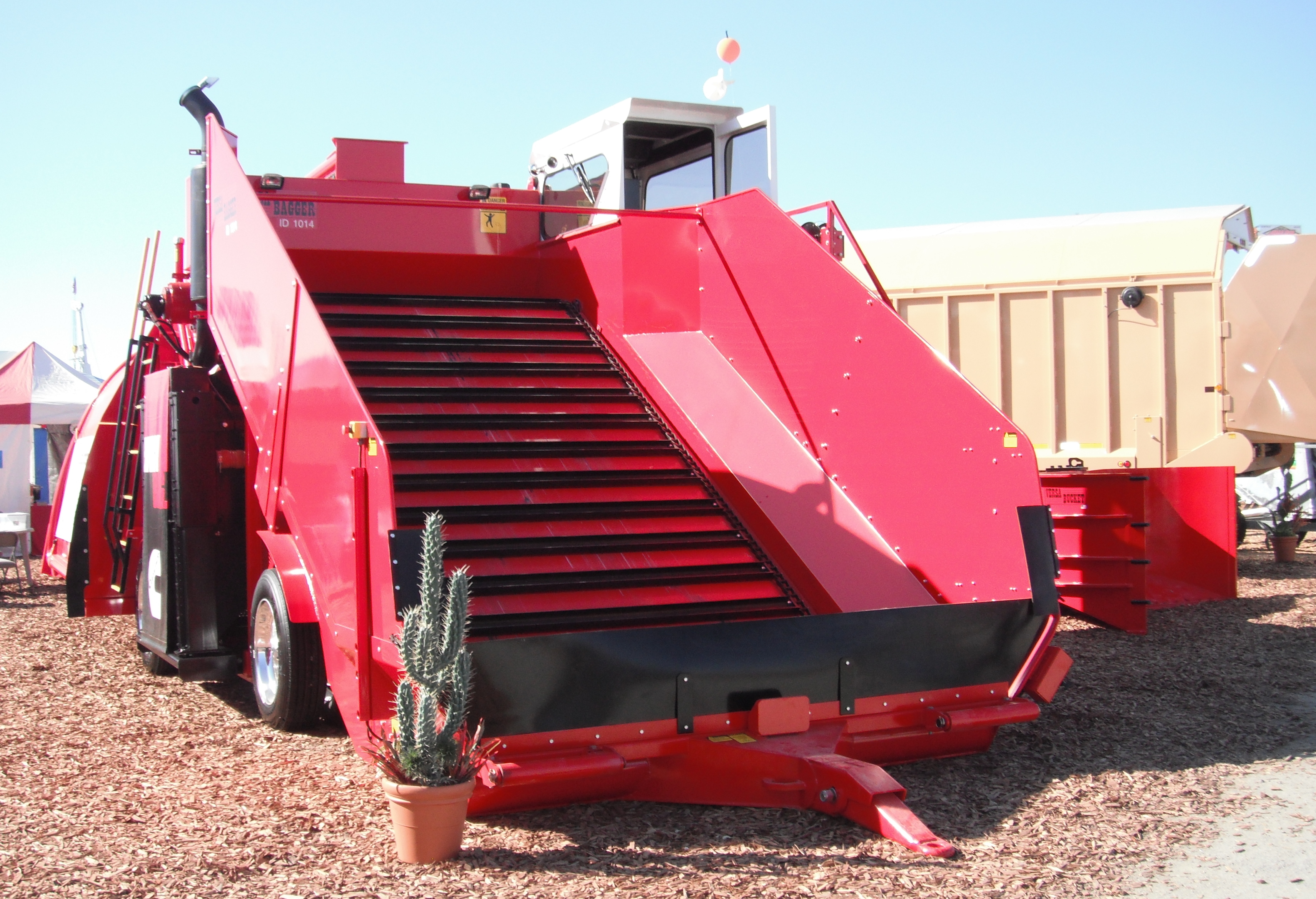